# Скрипка, Олег Юрьевич
Оле́г Ю́рьевич Скри́пка (укр. Олег Юрійович Скрипка; род. 24 мая 1964, Советабад, Таджикская ССР, СССР) — украинский рок-музыкант-мультиинструменталист и общественный деятель, актёр, вокалист, автор песен, лидер группы «Вопли Видоплясова». Заслуженный артист Украины (2005).

## Биография
Олег Юрьевич Скрипка родился 24 мая 1964 года в Советабаде (Таджикская ССР), потом с родителями переехал в Ленинабад. До 1972 года жил в Таджикистане, потом в Кировске Мурманской области. В школе Олег учился на пятёрки. Особенно легко давались точные науки — физика, математика. В девятом классе вступил в заочную школу Московского физико-техничного института и с отличием её закончил.
В 1987 году окончил радиотехнический факультет Киевского политехнического института. В том же году была создана группа «Вопли Видоплясова» («ВВ»). Работал инженером на заводе «Квант».
В 1987 году группа «ВВ» стала членом киевского рок-клуба, получила первую премию на киевском рок-фестивале «Рок-парад», выпустила свой хит «Танцы».
В 1990 году «Вопли Видоплясова» дали концерты по Франции и Швейцарии, во время которого в крупной французской газете Le Monde вышел материал о группе.
В 1991 году Скрипка, будучи ещё советским инженером, со своей группой попал во Францию по культурному обмену между СССР и европейскими странами с подачи уже тогда известного музыкального критика Артемия Троицкого.
В 1991—1996 годах вместе со своей группой жил во Франции и гастролировал по стране. Там появились их первые диски — записи живых выступлений «Або або» (1991) и «Закустика» (1993).
Чем дольше Скрипка находился за границей, тем больше тосковал по Украине. По его же признанию, именно во Франции он стал украинцем. Приехав туда русскоязычным, аполитичным рокером, уже в середине 1990-х говорил исключительно на украинском.
В 1996 году Скрипка возвратился в Киев и с тех пор давал концерты на Украине и за границей, регулярно посещал Москву.
В 2000 году «ВВ» выступал в Риге, Лондоне, давал концерт в Московском дворце молодёжи, тур по городам Сибири.
В январе 2002 года — турне по Израилю и Португалии, в феврале того же года — несколько концертов в Нью-Йорке, в 2003 году — выступление в Торонто.
С 2004 года — инициатор, основатель и художественный руководитель международного этнофестиваля «Країна Мрій». Под эгидой «Країни Мрій» Олег Скрипка участвует также в разносторонней издательской и просветительской деятельности.
Параллельно Скрипка стал основателем ещё одного фестиваля современной украинской рок-культуры. Это первый и единственный столичный фестиваль, на котором одновременно с трёх сцен звучит украинская рок-музыка. В 2010 году «Рок-Січ» приобрела статус экологического фестиваля. А в 2013 году фестиваль приобрёл статус международного, став украино-шведским.
В 2005 году отказался от звания «Заслуженный артист Украины». Массовое присуждение звания было приурочено к 14-летию Независимости Украины. Олег Скрипка и ряд других награждённых высказали несогласие с практикой массовых награждений, считая её пережитком советского периода.
В 2007 году в паре с Елизаветой Дружининой занял 2-е место в танцевальном проекте украинского телеканала 1+1 «Танцы со звёздами».
В 2009 году группа молодых активистов предложила выдвинуть Скрипку кандидатом в Президенты Украины, однако Скрипка отказался.
В 2010 году стал кавалером французского Национального ордена Заслуг. Награду вручил посол Франции на Украине.
В 2012 году музыкант стал тренером талант-шоу «Голос страны» на канале 1+1. Позже он взял на себя те же функции в шоу «Голос. Дети», где дети от 6 до 14 лет постигают секреты успешных выступлений на «взрослой» сцене. Его подопечная, семилетняя Аня Ткач, с огромным отрывом от конкурентов стала победительницей шоу.
В 2013 году инициировал ещё один масштабный проект — Фестиваль «Монмартр на Андріївському узвозі». В этом же году на Андреевском спуске в Киеве вместе с киевским ресторатором Дмитрием Борисовым открыл ресторан «Канапа».
В феврале 2022 года выступил с резким осуждением вторжения России на Украину, активно даёт благотворительные концерты за границей, его семья помогает украинским военным.
В августе 2022 года награждён орденом «За заслуги» ІІІ степени.

## Политическая позиция
Был участником Оранжевой революции, где выступал со Святославом Вакарчуком и Русланой Лыжичко в поддержку Виктора Ющенко.
20 апреля 2017 во время интервью, которое транслировалось радио «Skovoroda», была затронута тема реализации полностью украиноязычной среды. Скрипка заявил, что вокруг себя он такую среду реализовал. Затем на реплику из зала, которая не слышна на записи, он сказал:

Есть две причины, почему мы не хотим учить украинский язык. Одна — низкий IQ, дебилы. Люди с низким IQ — это дебилы. Если они дебилы, пусть пройдут комиссию, что у них низкий IQ, тогда мы освободим их от этой «сложной» обязанности выучить государственный язык. Они просто неспособны — тогда сделать гетто, и мы будем помогать им как волонтёры. Мы помогаем даунам, мы помогаем сиротам, и будем помогать этим дебилам и петь им «Владимирский централ».
Оригинальный текст (укр.)Є дві причини, чому ми не хочемо вчити українську мову. Одна — низький IQ, дебіли. Люди з низьким IQ — це дебіли. Якщо вони дебіли, хай пройдуть комісію, що в них низький IQ, тоді ми звільнимо їх від цього «складного» обов’язку вивчити державну мову. Вони просто нездібні — тоді зробити гетто, і ми будемо допомагати їм як волонтери. Ми допомагаємо Даунам, ми допомагаємо сиротам, і будемо допомагати цим дебілам і співати їм «Володимирський централ».
— Олег Скрипка: интервью на радио Skovoroda
Высказывание вызвало большой резонанс. В ряде публикаций фраза «цитировалась» со значительными изменениями, которые существенно смещали акценты по сравнению с тем, что было сказано. Позже Скрипка попытался отрицать слова про «гетто», но они явно присутствуют на аудиозаписи интервью.
В мае 2018 года во время концерта в Гааге Скрипка произнёс фразу: «Приятно тут, в Голландии, в Европе, в Гааге, выступать, где будет скоро суд над Россией», после чего треть зрителей покинула зал. Тем не менее, выступление продолжилось.
Сторонник проведения «АТО». В 2016 году вместе с «ВВ» Скрипка выступал в Марьинке, Константиновке, Селидове, а ещё раньше в Дебальцеве. До нынешнего момента Скрипка всячески поддерживает бойцов полка «Днепр-1».

## Семья
- Отец — Юрий Павлович Скрипка — врач-радиолог, родом c Украины, село Гильцы в Полтавской области[22], после окончания Киевского мединститута получил распределение в Таджикистан, работал 10 лет главным радиологом северного Таджикистана, потом возглавлял радиологический отдел санэпидемстанции. Умер 30 августа 2015 года[23].
- Мать — Анна Алексеевна Скрипка — учительница, уроженка небольшого села в Курской области, ей не подошёл климат Таджикистана, поэтому они и переехали в Мурманскую область. Мама Олега стала его первым преподавателем творчества: вокал, танцы, чтение стихов[4].

## Личная жизнь
- Первая жена — француженка Мари Рибо, прожили семь лет. Познакомились они после приезда в Париж в начале 1990. Когда музыкант решил вернуться на Родину, брак распался. Мари не захотела покидать родную страну.
- Вторая жена — Наталья Сидь, с ней Олег познакомился в 1997 году после возвращения на Украину. У пары (брак зарегистрирован примерно в 2005 году[24]) родилось четверо детей:
  - Сын — Роман (род. 12 июня 2005[25]).
  - Сын — Устим (род. 8 августа 2007).
  - Дочь — Олеся (род. 21 июня 2010)[26].
  - Дочь — Зоряна (род. 11 октября 2012)[27].

## Дискография
- 2001 — Інколи
- 2004 — Відрада
- 2009 — Серце у Мене Вразливе
- 2010 — Щедрик (сингл)
- 2011 — Жоржна
- 2011 — Гуманісти (вместе с Лесем Подервянським)
- 2016 — Україна (сингл)[28]

### Сотрудничество
- New Day
- Noize MC
- Джаз-кабаре "Забава"

## Фильмография
- 2002 — Вечера на хуторе близ Диканьки — кузнец Вакула
- 2002 — Золушка — трубадур
- 2005 — Ночь в стиле Disco
- 2006 — Теркель и неприятность
- 2007 — Доярка из Хацапетовки — эпизод
- 2008 — День радио — камео
- 2011 — Кроссмейстер
- 2012 — После школы — Кетчуп
- 2013 — Моя Русалка, Моя Лореляй — милиционер
- 2022 — Носорог — музыкант на свадьбе (камео)

## Озвучивание на украинском языке
- шведский мультфильм «Карлсон, который живёт на крыше» (2006) — Карлсон (Ани Лорак — Малыш)
- российский мультфильм «День рождения Алисы» (2011) — Профессор Селезнёв
- американский мультфильм «Бунт ушастых» (2011) — Карлос
- французский мультфильм «Маленький принц» (2015) — Лис